# Hans Lorenz (Maschinenbauingenieur)
Hans Lorenz (* 24. März 1865 in Wilsdruff, Sachsen; † 4. Juli 1940 in Sistrans, Tirol) war ein deutscher Ingenieurwissenschaftler.

## Leben
Seine Eltern waren der Leipziger Oberlehrer und Redakteur Friedrich August Lorenz (1829–99) und Helene Margarethe, geb. Klinkicht (1843–1902), die Tochter des Besitzers der Druckerei C. E. Klinkicht & Sohn Heinrich Klinkicht und der Berta Hoffmann. Sein Bruder Rudolf Lorenz (1880–1947) übernahm 1918 bei der Friedrich Krupp AG die Leitung des neu begonnenen Lokomotivbaus.
Er studierte von 1885 bis 1889 Maschinentechnik am Dresdner Polytechnikum bei Gustav Zeuner und legte mit seiner preisgekrönten Abschlussarbeit über Dreizylinderdampfmaschinen die Diplomprüfung als Ingenieur ab.
Danach arbeitete er bei L. A. Riedinger Augsburg an der Herstellung von Druckluftanlagen und 1893/94 bei Escher Wyss in Zürich, wobei er praktische Erfahrung in der Thermodynamik sammelte.
In München legte er 1894 mit einer Arbeit über Die Theorie des Lindeschen Verfahrens der Luftverflüssigung die Prüfung zum selbstständigen Civilingenieur ab. 1894/95 studierte er Physik an der Universität München und promovierte dort 1894 mit der Dissertation Die Grenzwerte der thermodynamischen Energieumwandlung zum Dr. phil. 1895 gründete er die Zeitschrift für die gesamte Kälteindustrie.
Von 1896 bis 1900 war er an der Universität Halle Extraordinarius für landwirtschaftliches Maschinenwesen und danach an der Universität Göttingen außerordentlicher Professor für angewandte Physik und landwirtschaftliche Maschinenkunde sowie
Direktor des Instituts für technische Physik. Im Jahr 1900 wurde er zum Mitglied der Leopoldina gewählt.
Im Herbst 1904 folgte er dem Ruf an die neugegründete königlich Technische Hochschule Danzig als Ordinarius für technische Mechanik. 1909 wurde er auch Direktor der Materialprüfanstalt. Von 1915 bis 1917 war er Rektor der TH. Zu seinen Schülern zählten 1914 Gustav Flügel, 1920 Hans Carsten, Eugen Doeinck und Max Fischer, 1922 Franz Ollendorff und 1925 Wilhelm Eckolt.
Nach seiner Emeritierung zwischen 1920 und 1934 lebte er in München und Sistrans. Er unterzeichnete im November 1933 das Bekenntnis der Professoren an den deutschen Universitäten und Hochschulen zu Adolf Hitler.
Er forschte zu Thermodynamik, Strömungslehre, Elastizitätstheorie und Dynamik sowie Astronomie, verfasste mehrere Lehrbücher und  über 130 wissenschaftliche Abhandlungen über Kurbelgetriebe, Druckluft- und Kühlanlagen. In seinen Studien über Dampfkessel untersuchte er vor allem deren Wirkungsgrad und Probleme der Kompression.
Hans Lorenz gehörte seit 1890 dem Verein Deutscher Ingenieure (VDI) an. Er war Mitglied von dessen wissenschaftlichem Beirat und Vorsitzender des Westpreußischen Bezirksvereins des VDI. Von 1921 bis 1930 war er Vorsitzender des Deutschen Kältevereins.

## Ehrungen
- Ehrenbürger der TH Karlsruhe[6]
- Ehrenmitglied des Deutschen Kältevereins[5]
- Ehrenmitglied und Ehrenvorsitzender des Westpreußischen Bezirksvereins des VDI[5]
- Ehrendoktor der TH Braunschweig[5]

## Belege
1. ↑  Eintrag zu Hans Lorenz im Catalogus Professorum Halensis, abgerufen am 28. Juli 2015
2. ↑  Otto Mayr: Lorenz, Hans. In: Neue Deutsche Biographie (NDB). Band 15, Duncker & Humblot, Berlin 1987, ISBN 3-428-00196-6, S. 177 (Digitalisat).
3. ↑  http://genealogy.math.ndsu.nodak.edu/id.php?id=47633
4. ↑  Bekenntnis, S. 132
5. 1 2 3 4  R. Plank: Hans Lorenz †. In: Zeitschrift des Vereines deutscher Ingenieure. Band 84, Nr. 35, 31. August 1940, S. 638.
6. ↑  http://digbib.ubka.uni-karlsruhe.de/volltexte/digital/3/1082.pdf

| Personendaten    | Personendaten                      |
| ---------------- | ---------------------------------- |
| NAME             | Lorenz, Hans                       |
| KURZBESCHREIBUNG | deutscher Ingenieurwissenschaftler |
| GEBURTSDATUM     | 24. März 1865                      |
| GEBURTSORT       | Wilsdruff                          |
| STERBEDATUM      | 4. Juli 1940                       |
| STERBEORT        | Sistrans                           |